# عائلة ملكية

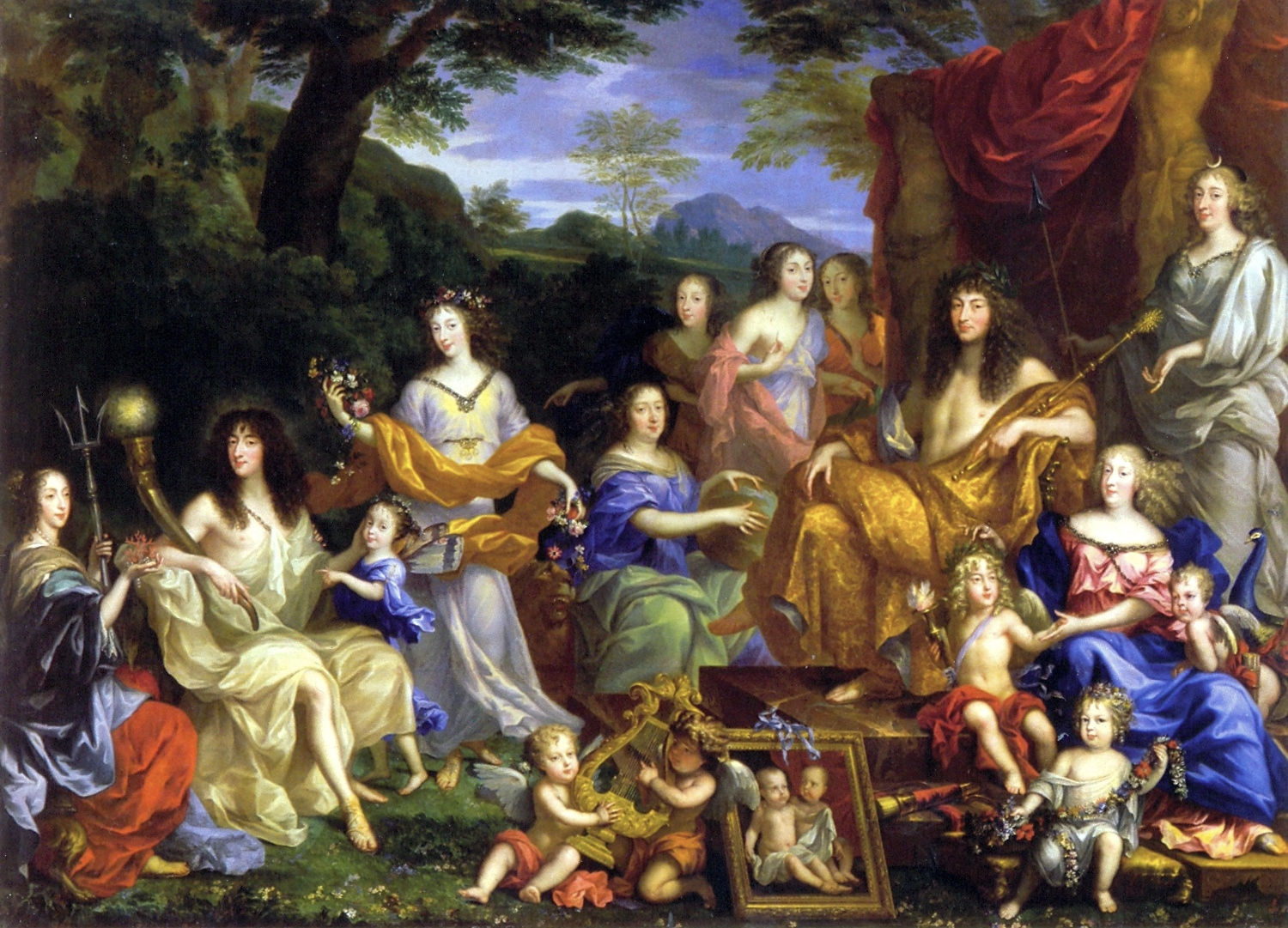
العائلة الملكية الفرنسية في عهد الملك لويس الرابع عشر

العائلة الملكية أو العائلة السلطانية، هي عائلة ممتده من الملوك. غالبا ما يكون رأس مُلك العائلة الملكية ملك أو ملكة. مصطلح «العائلة الامبراطورية» يناسب وصف الأسرة الممتدة التي يكون رأس مُلكها إمبراطور أو إمبراطورة، في حين أن مصطلح «العائلة الدوقية» و«العائلة الغراندوقية» أو «العائلة الأميرية» هي الأنسب في الإشارة عندما يكون الرأس دوقا أو الدوقا أكبر أو أميرا.